# کیف‌استار
کیف‌استار (اوکراینی: Київстар) شرکت مخابرات اوکراینی است، که در سال ۱۹۹۴ تأسیس شد.